# Éditions de la Nerthe
Éditions La Nerthe est une maison d'édition indépendante active entre 1997 et 2010, fondée par Michèle Plâa.
La société ayant été dissoute le 24 novembre 2010, une nouvelle maison a été créée dans le cadre juridique de la Librairie La Nerthe dont les ouvrages sont diffusés et distribués par Les Belles Lettres. 
Depuis 2017, l'association Les Amis des Éditions La Nerthe en gère le fonds constitué depuis 2006 et la poursuite du catalogue.

## Présentation
Ses collections Classique et Petite Classique dirigées par Philippe Blanchon, depuis 2006, publient essentiellement des textes inédits d'auteurs majeurs de l'histoire littéraire. 

## Genres édités
Poésies, romans, essais et correspondances.

## Auteurs édités
- Torquato Accetto
- Conrad Aiken
- Luis Aranha
- Azorín
- Balzac
- es:José Carlos Becerra
- en:Margerie Bonner
- Hart Crane
- René Crevel
- E. E. Cummings
- Guy Debord
- Eugenio De Signoribus
- John Dos Passos
- T. S. Eliot
- William Faulkner
- F. Scott Fitzgerald
- Juan Gris
- Raymond Guérin
- Ernest Hemingway
- Miguel Hernández
- Juan Ramón Jiménez
- James Joyce
- Jean Legrand
- Franz Kafka
- Joseph Sheridan Le Fanu
- Jack London
- Malcolm Lowry
- René Magritte
- Vladimir Maïakovski
- Katherine Mansfield
- Herman Melville
- George Meredith
- Sérgio Milliet
- Gabriel Miró
- Eugenio Montale
- Charles Olson
- Luigi Pirandello
- Alexander Pope
- Ezra Pound
- John Cowper Powys
- Marcel Proust
- Salvatore Quasimodo
- Thomas de Quincey
- Armand Robin
- Victor Servranckx
- Ettore Settanni
- Wallace Stevens
- Robert Louis Stevenson
- Italo Svevo
- Jonathan Swift
- Anton Tchekhov
- Henry David Thoreau
- Mark Twain
- Iouri Tynianov
- Vincent Van Gogh
- William Carlos Williams
- Louis Zukofsky

## Coéditions et collectifs
Les éditions de La Nerthe ont coédité des ouvrages d'art avec La Villa Tamaris Centre d'Art — notamment sur le Lettrisme —, et aussi avec le CIVA (Ixelles) et le Musée de Sens. Des textes d'auteurs contemporains avec les éditions La Termitière, L'Éclat, etc. : Olivier Gallon, Alain Jugnon, Jérémy Liron, Alexandre Mare, Bernard Noël, René Noël (sur Velimir Khlebnikov), Jean Parizot, François Rannou, Jacques Sicard, Michel Surya, François Turner... Des ouvrages musicologiques avec Présences Féminines (Camille Pépin). Avec l'ESATPM, elles ont publié Des objectivistes au Black Mountain College, ouvrage composé de conférences et de documents inédits concernant George Oppen, Carl Rakosi et Charles Reznikoff.
Entre 2020 et 2025, paraissent huit numéros de collectifs américains, Ceci (n')est (pas) l'Amérique avec, dans ses sommaires, Massimo Bacigalupo, Kay Boyle, Stan Brakhage, Bob Brown, Ernesto Cardenal, Cid Corman, Robert Creeley, E. E. Cummings, Stephen Dwoskin, T. S. Eliot, Ernest Hemingway, Marcia Nardi, Lorine Niedecker, Ezra Pound, Charles Reznikoff, en:Frank Samperi, Charles Sheeler, Gertrude Stein, Jack Spicer et Louis Zukofsky. 
Entre 2021 et 2024, publication de sept collectifs autour du cinématographe, Politique de l'auteur avec Louis Althusser, Philippe Blanchon, Alphonse Clarou, Jean-Luc Godard, James Joyce, Alain Jugnon, Jacques Lacan, Bruno Lemoine, Vladimir Maïakovski, René Noël, Pier Paolo Pasolini, Pierre Rottenberg, Jacques Sicard, Michel Surya, Jacques Willemont, Louis Zukofsky et Valerio Zurlini.